# Justyna Mospinek
Justyna Mospinek (ur. 8 listopada 1983 w Zgierzu) – polska łuczniczka, olimpijka z Aten i Pekinu, mistrzyni Polski i Europy. 

## Życiorys
Córka Krystiana i Barbary (z d. Justyna).
Od 1996 jest zawodniczką klubu sportowego UKS Piątka Zgierz. Jej trenerami są Anna i Wojciech Szymańscy.
W 2002 ukończyła I Liceum Ogólnokształcące im. Stanisława Staszica w Zgierzu. Następnie podjęła studia w Akademii Wychowania Fizycznego w Warszawie na kierunku fizjoterapii.
Odznaczona Brązowym Krzyżem Zasługi w 2005 r. za osiągnięcia sportowe.
27 września 2008 roku zdobyła Puchar Świata w łucznictwie.

## Osiągnięcia sportowe
- 2000 – złoty medal Mistrzostw Polski (indywidualnie);
- 2000 – złoty medal Halowych Mistrzostw Polski;
- 2001 – złoty medal Mistrzostw Polski (indywidualnie);
- 2001 – 4. miejsce podczas Halowych Mistrzostw Świata we Florencji (drużynowo, razem z Agata Bulwa i Barbarą Węgrzynowską)
- 2002 – 3. miejsce podczas Mistrzostw Europy na torach otwartych w Oulu (indywidualnie);
- 2002 – 2. miejsce podczas Mistrzostw Europy na torach otwartych w Oulu (drużynowo, razem z Iwoną Dzięcioł-Marcinkiewicz i Wiolettą Myszor);
- 2003 – 5. miejsce podczas Mistrzostw Świata na torach otwartych w Nowym Jorku (drużynowo);
- 2004 – złoty medal Mistrzostw Polski (indywidualnie);
- 2004 – 3. miejsce podczas Mistrzostw Europy na torach otwartych w Brukseli (drużynowo, razem z Iwoną Dzięcioł-Marcinkiewicz, Wiolettą Myszor i Małgorzatą Sobieraj-Ćwienczek);
- 2004 – 14. miejsce (7. w rundzie eliminacyjnej) podczas Igrzysk Olimpijskich w Atenach (wielobój indywidualny);
- 2004 – 15. miejsce (4. w rundzie eliminacyjnej) podczas Igrzysk Olimpijskich w Atenach (wielobój drużynowy – razem z Iwoną Dzięcioł-Marcinkiewicz i Małgorzatą Sobieraj-Ćwienczek);
- 2006 – 3. miejsce podczas Mistrzostw Europy na torach otwartych w Atenach (drużynowo, razem z Iwoną Dzięcioł-Marcinkiewicz i Małgorzatą Sobieraj-Ćwienczek);
- 2007 – 5. miejsce podczas Mistrzostw Świata (drużynowo);
- 2008 – złoty medal mistrzostw Europy (drużynowo);
- 2008 – srebrny medal Mistrzostw Polski (indywidualnie).
- 2008 – 6. miejsce podczas Igrzysk Olimpijskich w Pekinie (wielobój drużynowy – razem z Iwoną Dzięcioł-Marcinkiewicz i Małgorzatą Sobieraj-Ćwienczek);
- 2008 – zdobyła Puchar Świata w łucznictwie.
- 2010 – 4. miejsce w mistrzostwach Europy